# 穆罕默德·博格达汗
穆罕默德·博格达汗（Muhammed Buğra Han，？—1057年），又称托干汗，东喀喇汗第二任可汗，最早皈依伊斯兰教的突厥人萨图克·博格拉汗的玄孙、优素福·卡迪尔汗的次子。1056年，穆罕默德·博格达汗将兄长苏莱曼·卡迪尔汗杀死，继承汗位。不久，让位给儿子侯赛音，侯赛音又被弟弟伊卜拉欣汗杀害。据说大学者麻赫穆德·喀什噶里就是穆罕默德·博格达汗或侯赛音之子。
| 前任： 苏莱曼·卡迪尔汗 | 东喀喇汗可汗 1056年—1057年 | 繼任： 伊卜拉欣汗 |